# Centropogon yarumalensis
Centropogon yarumalensis är en klockväxtart som beskrevs av Franz Elfried Wimmer. Centropogon yarumalensis ingår i släktet Centropogon och familjen klockväxter. Inga underarter finns listade i Catalogue of Life.